# Erik Zabel

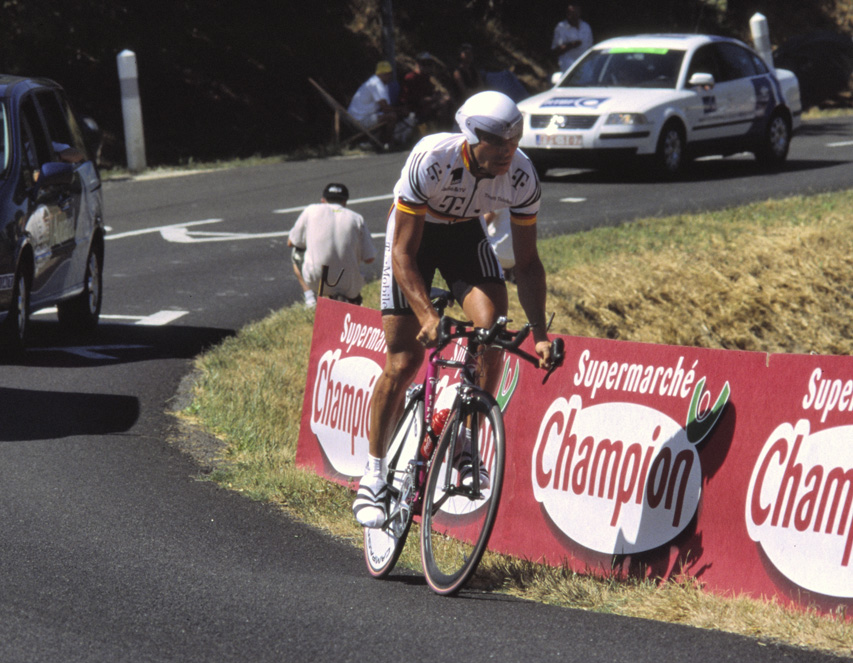
W koszulce mistrza niemiec

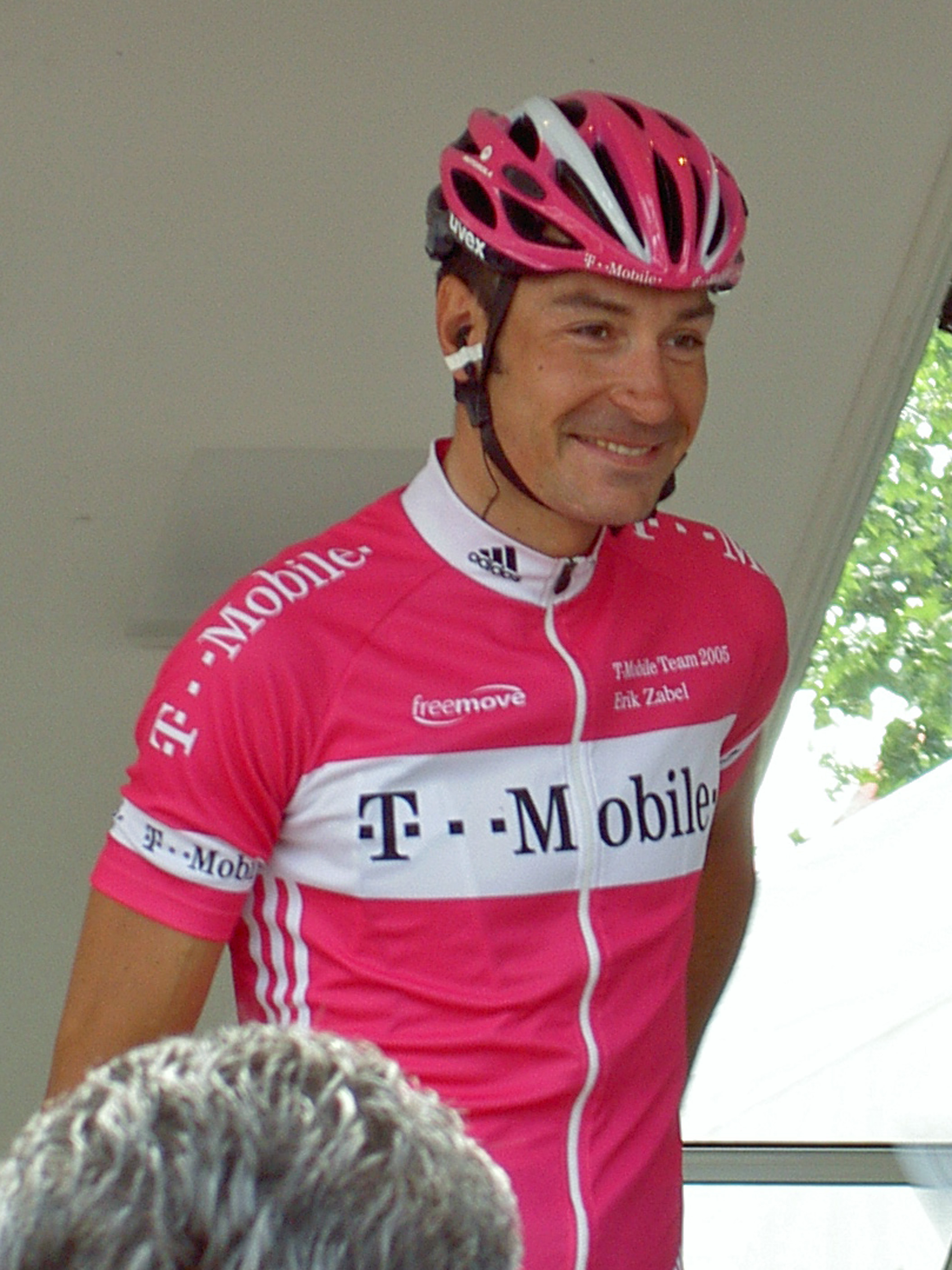
W koszulce T-Mobile

Erik Zabel (ur. 7 lipca 1970 r. w Berlinie Wschodnim) – niemiecki zawodowy kolarz szosowy, trzykrotny medalista mistrzostw świata, zdobywca Pucharu Świata, zawodnik grupy Team Milram.

## Kariera
Był jednym z najlepszych sprinterów lat 90. W 1992 roku wystartował na igrzyskach olimpijskich w Barcelonie, gdzie był czwarty w wyścigu ze startu wspólnego. Walkę o podium przegrał tam z Łotyszem Dainisem Ozolsem. Na rozgrywanych cztery lata później igrzyskach w Atlancie był dwudziesty, a na igrzyskach w Sydney w 2000 roku zajął trzynaste miejsce. W międzyczasie wygrał między innymi: Tour de Berne w 1993 roku, Paryż-Tours w 1994 roku, Rund um Köln w 1996 i 2004 roku, Mediolan-San Remo w latach 1997, 1998, 2000 i 2001, Vuelta a Andalucía i Grote Scheldeprijs w 1997 roku, Eschborn-Frankfurt City Loop w latach 1999, 2002 i 2005 oraz Amstel Gold Race. W sezonie 2000 zwyciężył w klasyfikacji generalnej Pucharu Świata, wyprzedzając reprezentującego Belgię Andreia Tchmila oraz Włocha Francesco Casagrande. W kolejnym sezonie PŚ zajął drugie miejsce, przegrywając tylko z Erikiem Dekkerem z Holandii. Pierwszy medal na dużej imprezie wywalczył w 2002 roku, kiedy podczas mistrzostw świata w Zolder był trzeci w wyścigu ze startu wspólnego. W zawodach tych wyprzedzili go jedynie Włoch Mario Cipollini oraz Australijczyk Robbie McEwen. Na rozgrywanych dwa lata później mistrzostwach świata w Weronie zdobył srebrny medal, ulegając tylko Hiszpanowi Óscarowi Freire. W tym samym roku był też czwarty na igrzyskach olimpijskich w Atlancie, przegrywając walkę o medal z Belgiem Axelem Merckxem. Ostatni medal zdobył na mistrzostwach świata w Salzburgu w 2006 roku, gdzie był drugi ze startu wspólnego, za Włochem Paolo Bettinim, a przed Alejandro Valverde z Hiszpanii. W latach 1996–2001 wygrywał klasyfikację punktową Tour de France, w klasyfikacji generalnej najlepiej wypadając w 2008 roku, kiedy zajął 43. pozycję. W klasyfikacji punktowej Vuelta a España zwyciężał w latach 2002-2004, a w klasyfikacji generalnej jego najlepszym wynikiem było 43. miejsce w 2004 roku. Dwukrotnie startował też w Giro d’Italia, lepszy wynik osiągając w 2005 roku, kiedy ukończył wyścigu na 63. miejscu. W 2009 roku zakończył karierę.

## Doping
24 maja 2007 w ramach konferencji prasowej przyznał się do stosowania EPO podczas Tour de France 1996 przez okres jednego tygodnia. W specyfik ten zaopatrywać go miał Jef D’hont, masażysta Teamu Telekom. Zabel określił przyjmowanie tego środka jako pewnie rodzaj fazy próbnej, która jednak zakończyła się pogorszeniem zdrowia kolarza. Z tego powodu Zabel, jak twierdzi sam zainteresowany, nigdy już nie stosował dopingu. W wyniku przyznania się do stosowania niedozwolonej substancji, Niemiec musiał oddać zieloną koszulkę, którą wygrał w 1996 roku. Nie zastosowano innych sankcji, gdyż sprawa była przedawniona.

## Ważniejsze osiągnięcia
2006
- Mistrzostwa świata w kolarstwie szosowym: Srebrny medal

2005
- Paryż-Tours
- Rund um den Henninger Turm

2004
- Vuelta a España: Niebieska koszulka lidera klasyfikacji punktowej
- Mistrzostwa świata w kolarstwie szosowym: Srebrny medal

2003
- Mistrzostwa Niemiec - Wyścig ze startu wspólnego
- Vuelta a España: 2 etap oraz niebieska koszulka lidera klasyfikacji punktowej
- Paryż-Tours

2002
- Tour de France: 1 etap oraz 1 dzień w żółtej koszulce lidera (po 3 etapie)
- Vuelta a España: Niebieska koszulka lidera klasyfikacji punktowej
- Rund um den Henninger Turm
- Tour de Suisse: klasyfikacja punktowa
- Tirreno-Adriatico: klasyfikacja punktowa
- Eneco Tour - Wyścig dookoła Holandii: klasyfikacja punktowa
- Deutschland Tour: klasyfikacja punktowa
- Zwycięstwo w rankingu UCI

2001
- Tour de France: 3 etap; Zielona koszulka lidera klasyfikacji punktowej
- Vuelta a España: 3 etap
- Mediolan-San Remo
- HEW Cyclassics Hamburg
- Zwycięstwo w UCI rankingu UCI

2000
- Tour de France: 1 etap; Zielona koszulka lidera klasyfikacji punktowej
- Mediolan-San Remo
- Amstel Gold Race

1999
- Tour de France: Zielona koszulka lidera klasyfikacji punktowej
- Rund um den Henninger Turm

1998
- Tour de France: Zielona koszulka lidera klasyfikacji punktowej
- Mediolan-San Remo
- Mistrzostwa Niemiec - Wyścig ze startu wspólnego

1997
- Tour de France: 3 etapy; Zielona koszulka lidera klasyfikacji punktowej
- Mediolan-San Remo
- Grote Scheldeprijs

1996
- Tour de France: 2 etapy; Zielona koszulka lidera klasyfikacji punktowej

1995
- Tour de France: 2 etapy

1994
- Paryż-Tours